# Henryk Sławik
Henryk Sławik (Jastrzębie-Zdrój, 16 luglio 1894 – Mauthausen-Gusen, 23 agosto 1944) è stato un politico polacco nel periodo tra le due guerre, assistente sociale, attivista e diplomatico, che durante la seconda guerra mondiale contribuì a salvare oltre 30.000 rifugiati polacchi, tra cui 5.000 ebrei polacchi, a Budapest in Ungheria, ai quali consegnò falsi passaporti polacchi che li identificavano come cattolici. Fu giustiziato con alcuni dei suoi compagni attivisti polacchi su ordine di Himmler nel campo di concentramento di Mauthausen-Gusen il 23 agosto 1944..

## Biografia
Henryk Sławik nacque il 16 luglio 1894 a Timmendorf (oggi Szeroka), una frazione di Bad Königsdorff-Jastrzemb (attualmente Jastrzębie-Zdrój), nell'allora Slesia tedesca, da una famiglia polacca con 5 figli. Dopo la laurea, Sławik lasciò la sua città natale per trasferirsi a Pleß (ora Pszczyna), dove fu arruolato nell'esercito tedesco durante la prima guerra mondiale. Rilasciato dall'internamento nel 1918, entrò a far parte del Partito Socialista Polacco e si trasferì a Varsavia. Ebbe un ruolo attivo nell'organizzazione del Plebiscito dell'Alta Slesia e iniziò a lavorare come giornalista per Gazeta Robotnicza. Un anno dopo, ne divenne il caporedattore.
Nel 1922 Sławik fu eletto presidente della sezione regionale dell'Associazione giovanile operaia "Siła" e prese parte alla costituzione delle Università operaie. Nel 1928 sposò Jadwiga Purzycka, e nel 1929 fu scelto come consigliere del municipio di Katowice. Fu un attivo oppositore di Sanacja. Tra il 1934 e il 1939 Sławik fu presidente dell'Associazione polacca dei giornalisti della Slesia e Zagłębie (Syndykat Dziennikarzy Polskich Śląska i Zagłębia).

### Seconda guerra mondiale
Al momento dell'invasione tedesca della Polonia nel 1939, Sławik si unì al battaglione di polizia, aggregato all'Armata di Cracovia. Combatté distinguendosi durante la ritirata lungo i Carpazi settentrionali. Il suo battaglione era assegnato alla 2ª Brigata di Montagna, la quale presidiava i passi di montagna che portavano in Slovacchia. Il 15 settembre, a Sławik e ai suoi uomini fu ordinato di ritirarsi verso il confine appena stabilito con l'Ungheria. Il 17 settembre, dopo che l'Unione Sovietica si era unita alla guerra contro la Polonia, Sławik attraversò il confine e fu internato come prigioniero di guerra. In Slesia, il suo nome fu inserito nella lista nazista dei "nemici dello stato" (Sonderfahndungsbuch Polen).

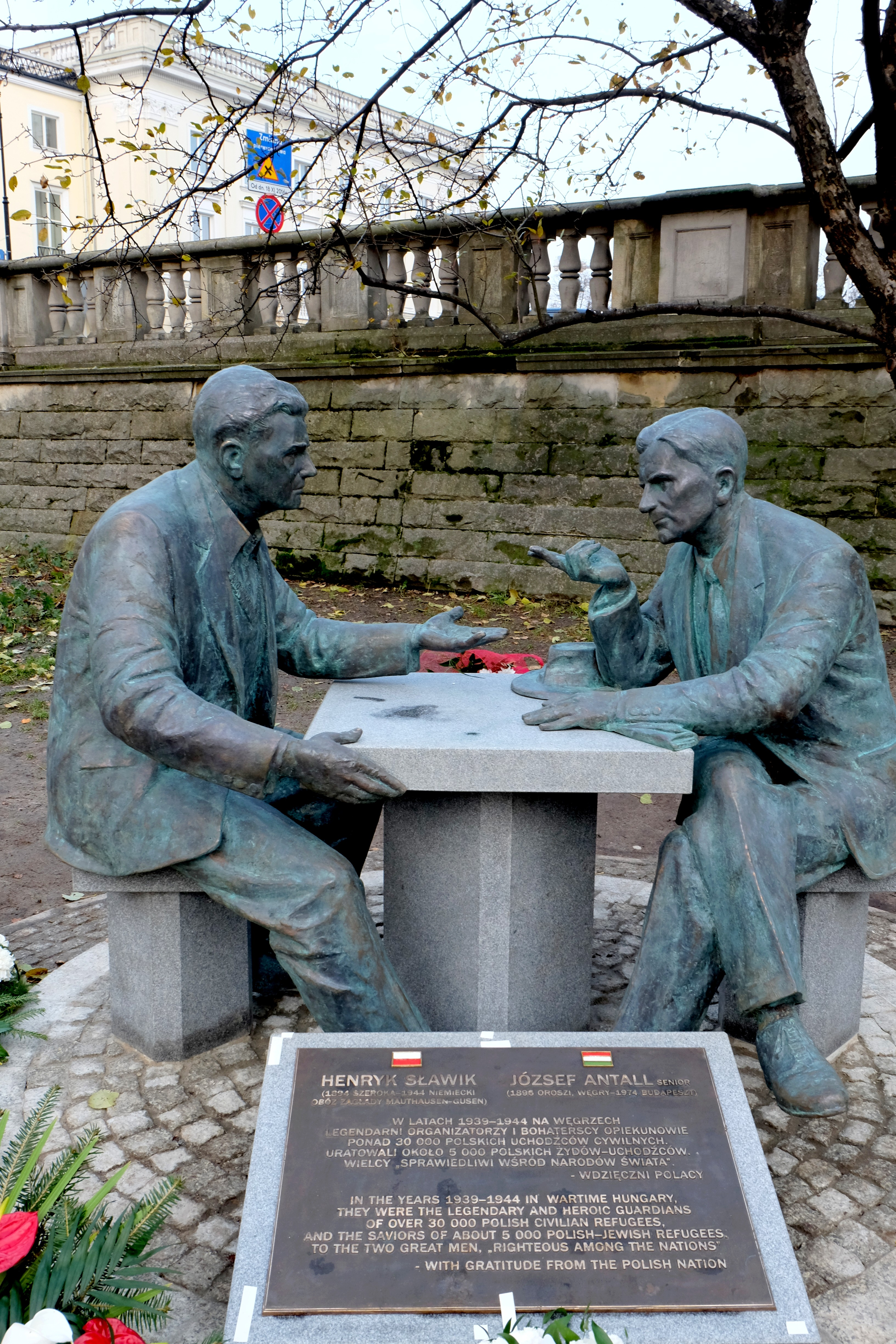
Monumento a Henryk Sławik e al politico József Antall a Varsavia

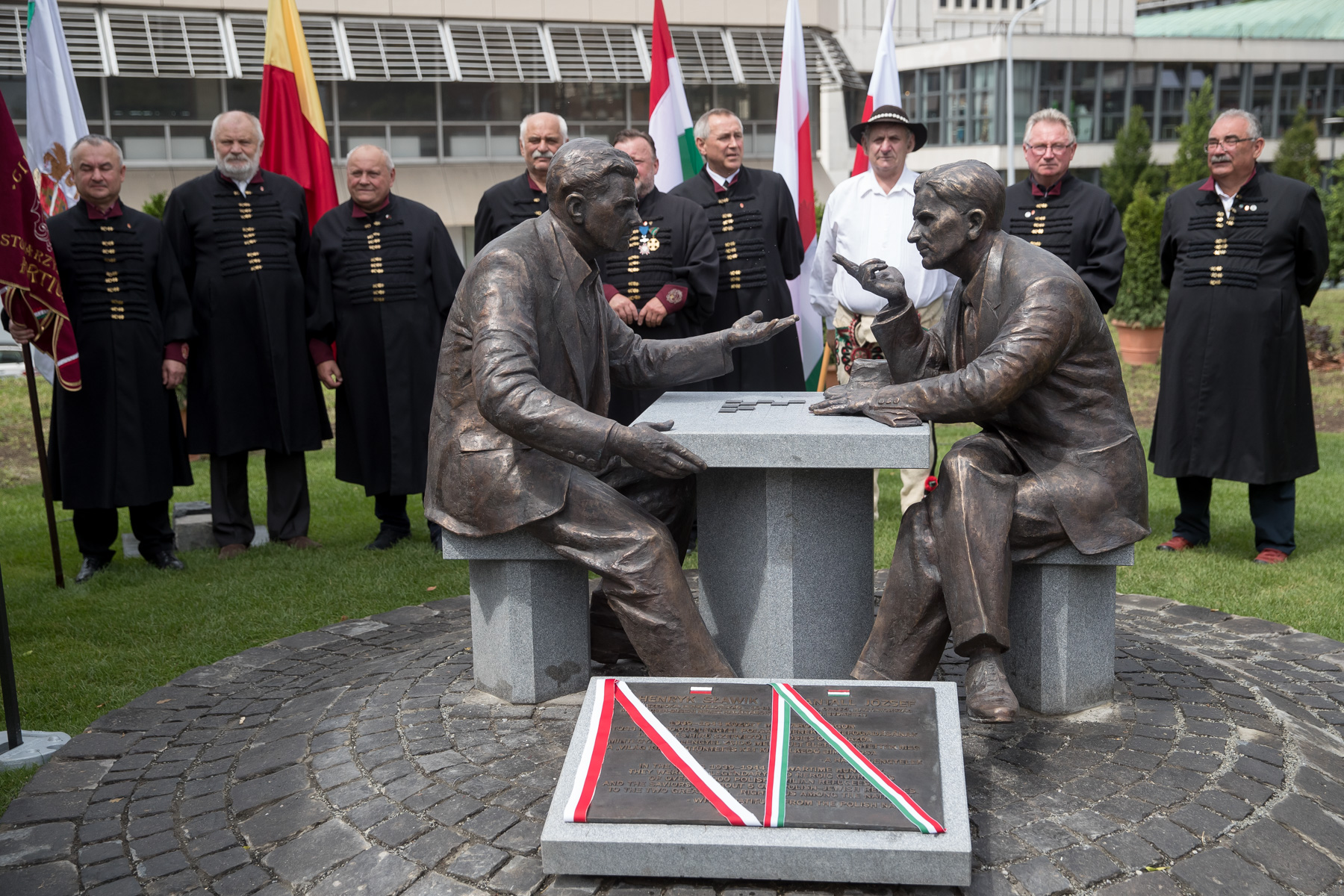
Monumento a Henryk Sławik e al politico József Antall (1896–1974) a Budapest

Sławik venne notato nel campo di internamento di Miskolc da József Antall, un membro del ministero degli affari interni ungherese responsabile dei rifugiati civili e padre del futuro primo ministro József Antall. Grazie alla sua fluente conoscenza del tedesco, Sławik fu portato a Budapest e gli fu permesso di creare il Comitato dei cittadini per l'aiuto per i rifugiati polacchi (Komitet Obywatelski ds. Opieki nad Polskimi Uchodźcami). Insieme a József Antall organizzò lavori per i prigionieri di guerra e gli sfollati, scuole ed orfanotrofi. Organizzò anche, clandestinamente, un'organizzazione il cui scopo era aiutare i polacchi a lasciare i campi di internamento per recarsi in Francia o nel Medio Oriente e unirsi all'esercito polacco. Suo collaboratore fu il tenente e interprete Ernest Niżałowski, cittadino polacco-ungherese. Sławik divenne anche un delegato del governo polacco in esilio.

### Giusto tra le nazioni
Dopo che il governo ungherese ratificò i decreti razziali e separò i rifugiati polacchi di discendenza ebraica dai loro familiari, Sławik iniziò a rilasciare documenti falsi che attestavano le loro radici polacche e la loro fede cattolica. Aiutò anche diverse centinaia di ebrei polacchi a raggiungere i partigiani jugoslavi. Una delle sue iniziative fu la creazione di un orfanotrofio per bambini ebrei (ufficialmente chiamato Scuola per i bambini degli ufficiali polacchi) a Vác. Per aiutare a mascherare la vera natura dell'orfanotrofio, i bambini furono visitati dalle autorità della Chiesa Cattolica, in particolare dal nunzio apostolico Angelo Rotta.
Dopo che i nazisti presero il controllo dell'Ungheria nel marzo 1944, Sławik si rifugiò nella clandestinità e ordinò a tutti i rifugiati sotto la sua autorità di lasciare l'Ungheria. Poiché aveva nominato un nuovo comandante del campo per gli ebrei polacchi, tutti riuscirono a fuggire e lasciare l'Ungheria, compresi i bambini ebrei dell'orfanotrofio di Vác.
Sławik fu arrestato dai tedeschi il 19 marzo 1944. Pur torturato brutalmente, non rivelò informazioni sui suoi colleghi ungheresi. Fu spedito nel campo di concentramento di Mauthausen-Gusen dove fu impiccato con alcuni dei suoi compagni il 23 agosto 1944. Sua moglie sopravvisse alla prigionia nel campo di concentramento di Ravensbrück e dopo la guerra trovò la figlia nascosta in Ungheria presso la famiglia Antall. Il luogo di sepoltura di Sławik rimane tuttora sconosciuto.
Si stima che Henryk Sławik abbia aiutato fino a 30.000 rifugiati polacchi in Ungheria, di cui circa 5.000 ebrei. Dopo il 1948 le autorità comuniste, sia della Polonia che dell'Ungheria, commemorarono le sue gesta e sottolinearono la loro importanza per l'umanità. Secondo Maria Zawadzka del Museo di storia degli ebrei polacchi, Henryk Sławik fu insignito postumo del titolo di Giusto tra le nazioni dall'Autorità commemorativa di Yad Vashem già il 26 gennaio 1977, ma ottenne un ampio riconoscimento solo dopo che Zvi Henryk Zimmerman, suo compagno in tempo di guerra e, in seguito politico israeliano, rese noti i suoi sforzi, negli anni '90.